# Clerques
Clerques est une commune française située dans le département du Pas-de-Calais en région Hauts-de-France. Ses habitants sont appelés les Clerquois.
La commune fait partie de la communauté de communes du Pays de Lumbres qui regroupe 36 communes et compte 24 187 habitants en 2021.
Le territoire de la commune est situé dans le parc naturel régional des Caps et Marais d'Opale.

## Géographie

### Localisation
Localisée dans le nord du département du Pas-de-Calais, Clerques est une commune nichée dans la vallée de la Hem, au pied de la boutonnière du Boulonnais, située, à vol d'oiseau, à 13 km au nord-est de la commune de Lumbres et à 19 km au nord-est de la commune de Saint-Omer (chef-lieu d'arrondissement).
Le territoire de la commune est limitrophe de ceux de sept communes.
Les communes limitrophes sont Louches, Landrethun-lès-Ardres, Licques, Tournehem-sur-la-Hem, Audrehem, Bonningues-lès-Ardres et Rebergues.

### Géologie et relief
La superficie de la commune est de 6,39 km2 ; son altitude varie de 37  à   173 m.

### Hydrographie
Le territoire de la commune est situé dans le bassin Artois-Picardie.
La commune est traversée par la Hem ou Tiret, un cours d'eau naturel non navigable de 27,92 km, qui prend sa source dans la commune d'Escœuilles et rejoint l'Aa dans la commune de Sainte-Marie-Kerque. La Hem a pour affluent, au sud du territoire de la commune, la Licques, cours d'eau naturel de 5,81 km, qui prend sa source dans la commune de Sanghen.

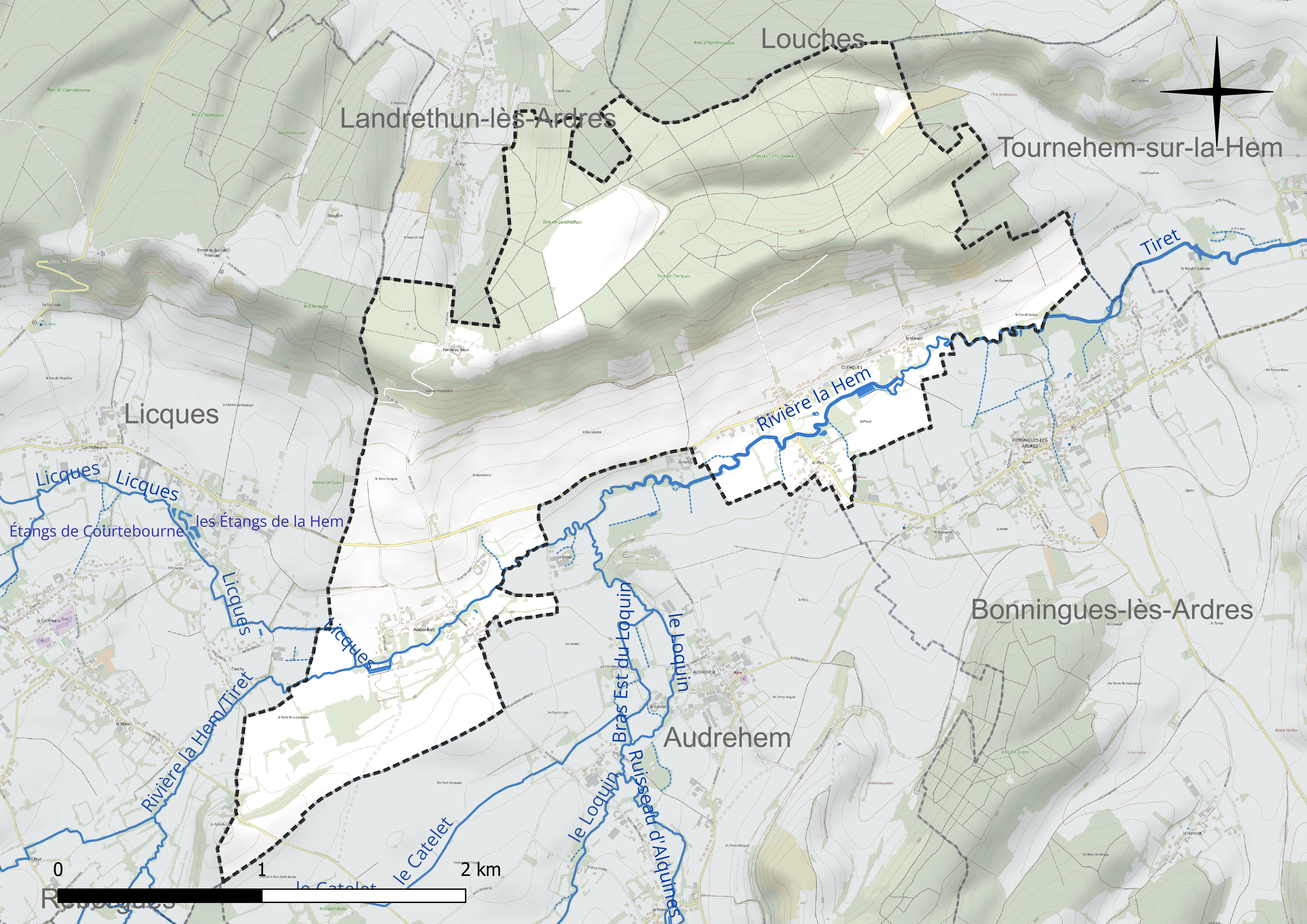
Réseau hydrographique de Clerques.

### Climat
Pour des articles plus généraux, voir Climat des Hauts-de-France et Climat du Nord-Pas-de-Calais.
En 2010, le climat de la commune est de type climat océanique franc, selon une étude du CNRS s'appuyant sur une série de données couvrant la période 1971-2000. En 2020, Météo-France publie une typologie des climats de la France métropolitaine dans laquelle la commune est exposée à un climat océanique et est dans la région climatique Côtes de la Manche orientale, caractérisée par un faible ensoleillement (1 550 h/an) ; forte humidité de l’air (plus de 20 h/jour avec humidité relative > 80 % en hiver), vents forts fréquents.
Pour la période 1971-2000, la température annuelle moyenne est de 10,3 °C, avec une amplitude thermique annuelle de 12,8 °C. Le cumul annuel moyen de précipitations est de 891 mm, avec 13,1 jours de précipitations en janvier et 8,1 jours en juillet. Pour la période 1991-2020, la température moyenne annuelle observée sur la station météorologique la plus proche, située sur la commune de Licques à 4 km à vol d'oiseau, est de 10,5 °C et le cumul annuel moyen de précipitations est de 1 138,1 mm,. Pour l'avenir, les paramètres climatiques de la commune estimés pour 2050 selon différents scénarios d'émission de gaz à effet de serre sont consultables sur un site dédié publié par Météo-France en novembre 2022.
| Mois                                  | jan.            | fév.           | mars         | avril         | mai           | juin          | jui.           | août           | sep.          | oct.          | nov.            | déc.           | année     |
| ------------------------------------- | --------------- | -------------- | ------------ | ------------- | ------------- | ------------- | -------------- | -------------- | ------------- | ------------- | --------------- | -------------- | --------- |
| Température minimale moyenne (°C)     | 1,4             | 1,3            | 2,9          | 4,4           | 7,5           | 10,4          | 12,5           | 12,4           | 9,8           | 7,5           | 4,4             | 1,9            | 6,4       |
| Température moyenne (°C)              | 4,2             | 4,5            | 6,8          | 9,4           | 12,5          | 15,3          | 17,5           | 17,5           | 14,7          | 11,4          | 7,5             | 4,7            | 10,5      |
| Température maximale moyenne (°C)     | 7               | 7,8            | 10,8         | 14,4          | 17,5          | 20,2          | 22,4           | 22,6           | 19,5          | 15,2          | 10,5            | 7,4            | 14,6      |
| Record de froid (°C) date du record   | −22 08.01.1985  | −14,5 11.02.12 | −12 04.03.05 | −5,5 13.04.21 | −2,8 01.05.21 | 0 01.06.1975  | 2,5 01.07.1984 | 0,4 25.08.1980 | 0 30.09.18    | −6 29.10.1997 | −8,5 24.11.1998 | −13 07.12.1969 | −22 1985  |
| Record de chaleur (°C) date du record | 14,5 09.01.1998 | 19,5 26.02.19  | 25 31.03.21  | 28,5 19.04.18 | 32,2 27.05.05 | 35,3 21.06.17 | 40,9 25.07.19  | 37,5 07.08.20  | 32,7 13.09.16 | 29,5 01.10.11 | 20,2 19.11.1969 | 15,5 19.12.15  | 40,9 2019 |
| Précipitations (mm)                   | 104,4           | 85,2           | 71,6         | 61,1          | 71,3          | 69,5          | 72,5           | 93             | 93,5          | 126,7         | 143,4           | 145,9          | 1 138,1   |

### Paysages
Pour un article plus général, voir Paysage en France.
La commune s'inscrit dans les « paysages des coteaux calaisiens et du pays de Licques » tels qu'ils sont définis dans l'atlas de paysages de la région Nord-Pas-de-Calais, conçu par la direction régionale de l'Environnement, de l'Aménagement et du Logement (DREAL),.
Ces « paysages des coteaux calaisiens et du pays de Licques » concernent 56 communes du Pas-de-Calais. Ces paysages s'étendent sur environ 30 km de long (est-ouest) et 15 km de large (nord-sud) et présentent deux sous-ensembles : les coteaux calaisiens au nord et le pays de Licques au sud. Les altitudes de ces paysages varient de 206 m dans le Pays de Licques, à 120 m dans l’ouest des coteaux Calaisiens, près de Guînes, et à 10 m dans l'est, près d'Audruicq.
Ces paysages recouvrent trois entités écopaysagères : les collines guînoises qui constituent le rebord septentrional de l'Artois, l'entité de Bredenarde qui appartient à la plaine maritime flamande, et la cuvette de Licques. Ils sont constitués de 59,70 % de cultures, de 17,30 % de forêts, de 15,11 % de prairies naturelles, permanentes, de 7,45 % d'espaces artificialisés, avec les quatre principales communes que sont Audruicq, Ardres, Guînes et Licques, de 0,27 % d'industries, et de 0,18 % de cours d'eau et plan d'eau.
Les éléments structurants de ces paysages sont la LGV Nord et l'A26, la rivière la Hem qui coule du sud vers le nord-est, les escarpements sur les coteaux du Calaisis et autour du pays de Licques et, d'ouest en est, les différents boisements comme la forêt de Guînes, le bois de l'Abbaye, la forêt de Tournehem et une partie de la forêt d'Éperlecques.

### Milieux naturels et biodiversité

#### Espace protégé
La protection réglementaire est le mode d’intervention le plus fort pour préserver des espaces naturels remarquables et leur biodiversité associée.
Dans ce cadre, la commune fait partie d'un espace protégé : le parc naturel régional des Caps et Marais d'Opale, d’une superficie de 132 499 ha réparties sur 154 communes, géré par le syndicat mixte d'aménagement et de gestion du parc naturel régional des Caps et Marais d'Opale.

#### Zones naturelles d'intérêt écologique, faunistique et floristique
L’inventaire des zones naturelles d'intérêt écologique, faunistique et floristique (ZNIEFF) a pour objectif de réaliser une couverture des zones les plus intéressantes sur le plan écologique, essentiellement dans la perspective d’améliorer la connaissance du patrimoine naturel national et de fournir aux différents décideurs un outil d’aide à la prise en compte de l’environnement dans l’aménagement du territoire.
Le territoire communal comprend trois ZNIEFF de type 1 :
- la couronne boisée au nord de Licques. Cette ZNIEFF boisée marque la partie nord de la cuesta du pays de Licques, dernier contrefort des collines crayeuses de l’Artois avant la plaine maritime flamande[16] ;
- le mont Gasart. « Le coteau du Mont Gasart s’étend en lisière du bois du Camp Bréhout et du bois de Clerques. Ce versant en exposition sud-sud-est, légèrement festonné, domine la vallée de la Hem, petite rivière sinueuse s’écoulant au milieu de prairies bocagères pâturées. »[17] ;
- la haute vallée de la Hem entre Audenfort et Nordausques, d’une superficie de 446 ha et d'une altitude variant de 6  à   35 mètres[18].

et une ZNIEFF de type 2 : la boutonnière de pays de Licques. Cette ZNIEFF, de 17 830 ha, s'étend sur 43 communes.

Carte des ZNIEFF de type 1 et 2 sur la commune
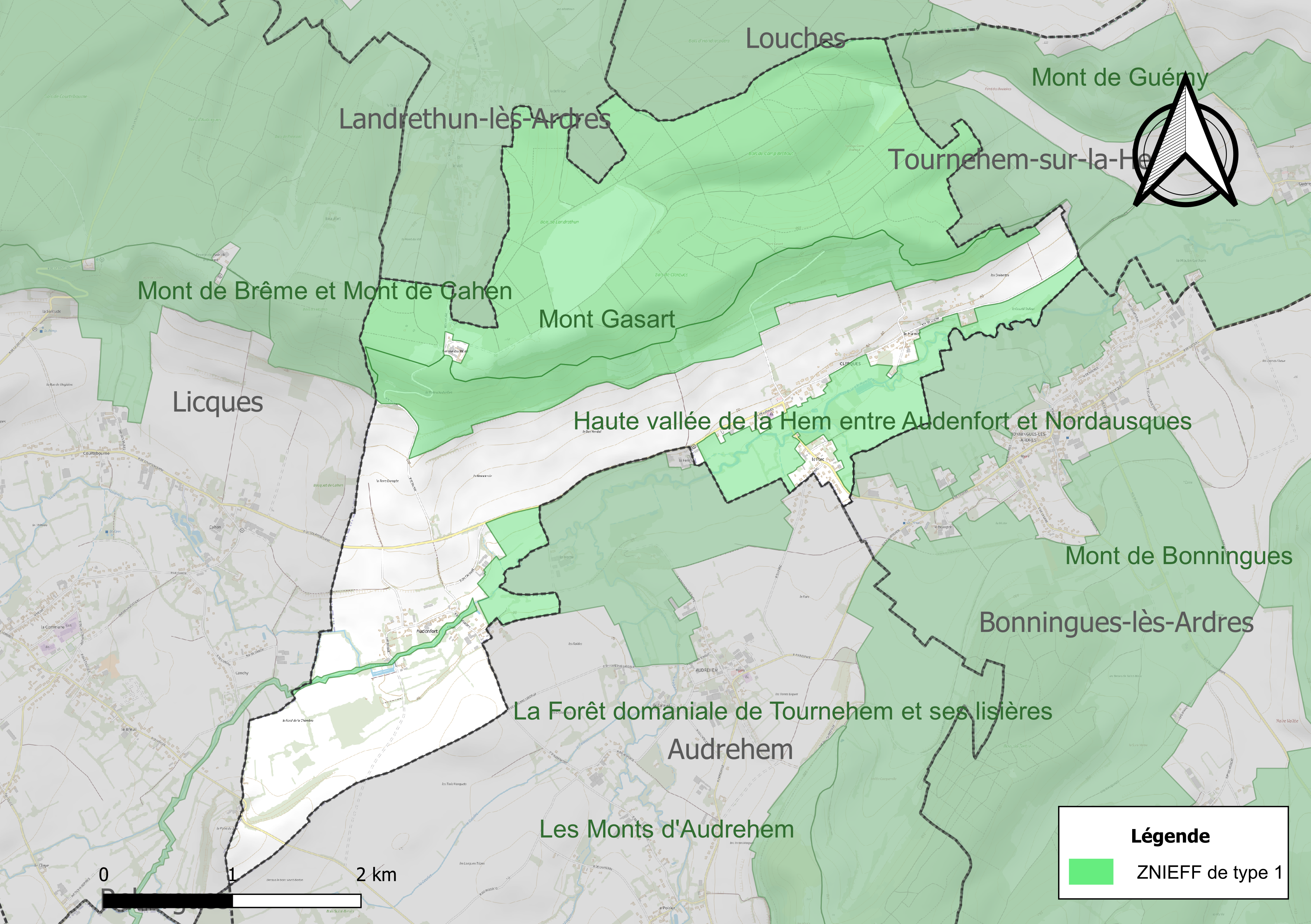
Carte des ZNIEFF de type 1 sur la commune.
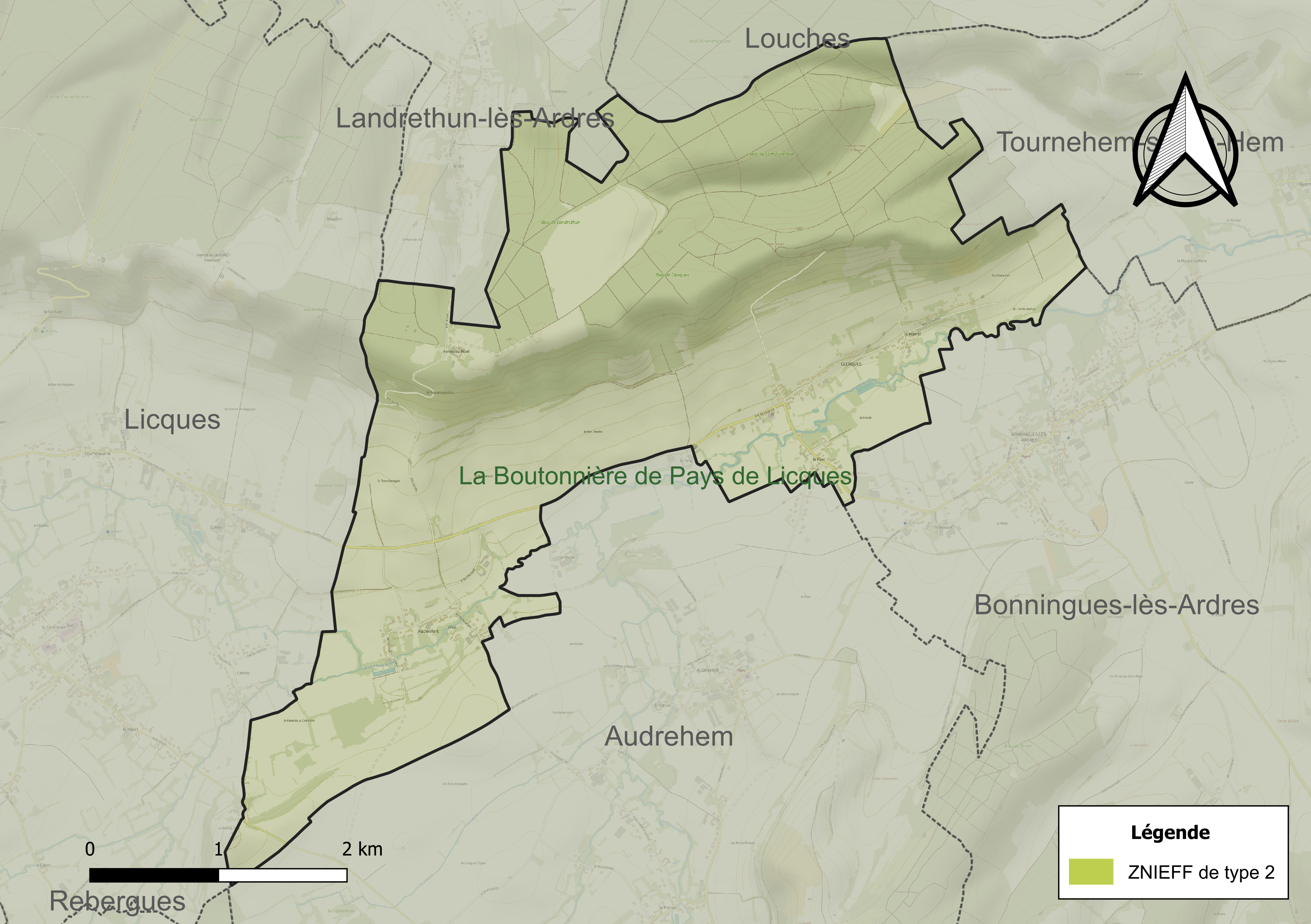
Carte de la ZNIEFF de type 2 sur la commune.

#### Site Natura 2000
Le réseau Natura 2000 est un réseau écologique européen de sites naturels d’intérêt écologique élaboré à partir des directives « habitats » et « oiseaux ». Ce réseau est constitué de zones spéciales de conservation (ZSC) et de zones de protection spéciale (ZPS). Dans les zones de ce réseau, les États membres s'engagent à maintenir dans un état de conservation favorable les types d'habitats et d'espèces concernés, par le biais de mesures réglementaires, administratives ou contractuelles.
Sur la commune, un site Natura 2000 de type B est défini en site d'importance communautaire : les pelouses et bois neutrocalcicoles des cuestas du Boulonnais et du Pays de Licques et la forêt de Guines.

## Urbanisme

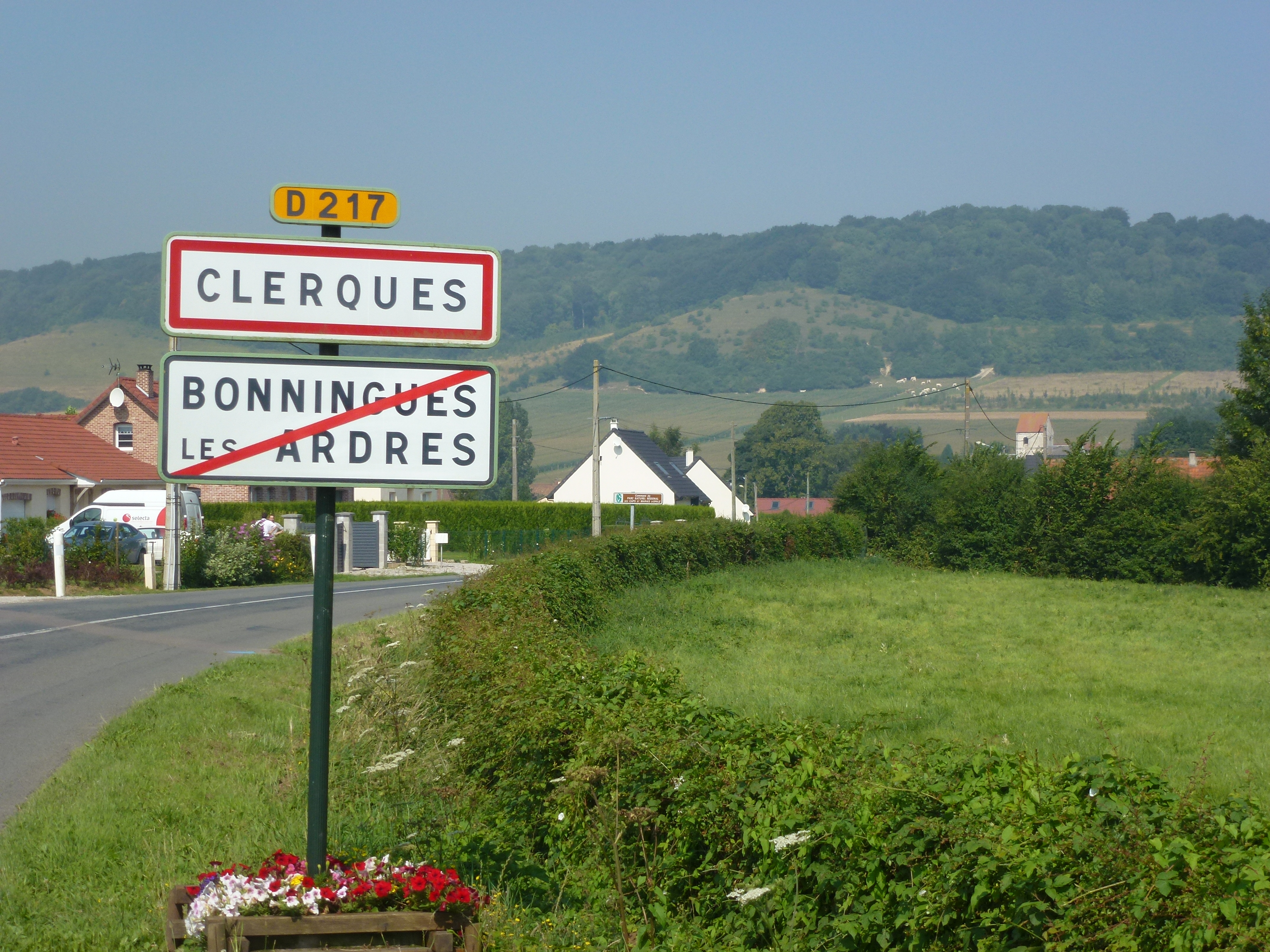
Panneau d'entrée de la commune.

### Typologie
Au 1er janvier 2024, Clerques est catégorisée commune rurale à habitat dispersé, selon la nouvelle grille communale de densité à sept niveaux définie par l'Insee en 2022.
Elle est située hors unité urbaine et hors attraction des villes,.

### Occupation des sols
L'occupation des sols de la commune, telle qu'elle ressort de la base de données européenne d’occupation biophysique des sols Corine Land Cover (CLC), est marquée par l'importance des territoires agricoles (65,1 % en 2018), une proportion identique à celle de 1990 (65,1 %). La répartition détaillée en 2018 est la suivante : 
terres arables (63,4 %), forêts (34,9 %), zones agricoles hétérogènes (1,2 %), prairies (0,5 %). L'évolution de l’occupation des sols de la commune et de ses infrastructures peut être observée sur les différentes représentations cartographiques du territoire : la carte de Cassini (XVIIIe siècle), la carte d'état-major (1820-1866) et les cartes ou photos aériennes de l'IGN pour la période actuelle (1950 à aujourd'hui).

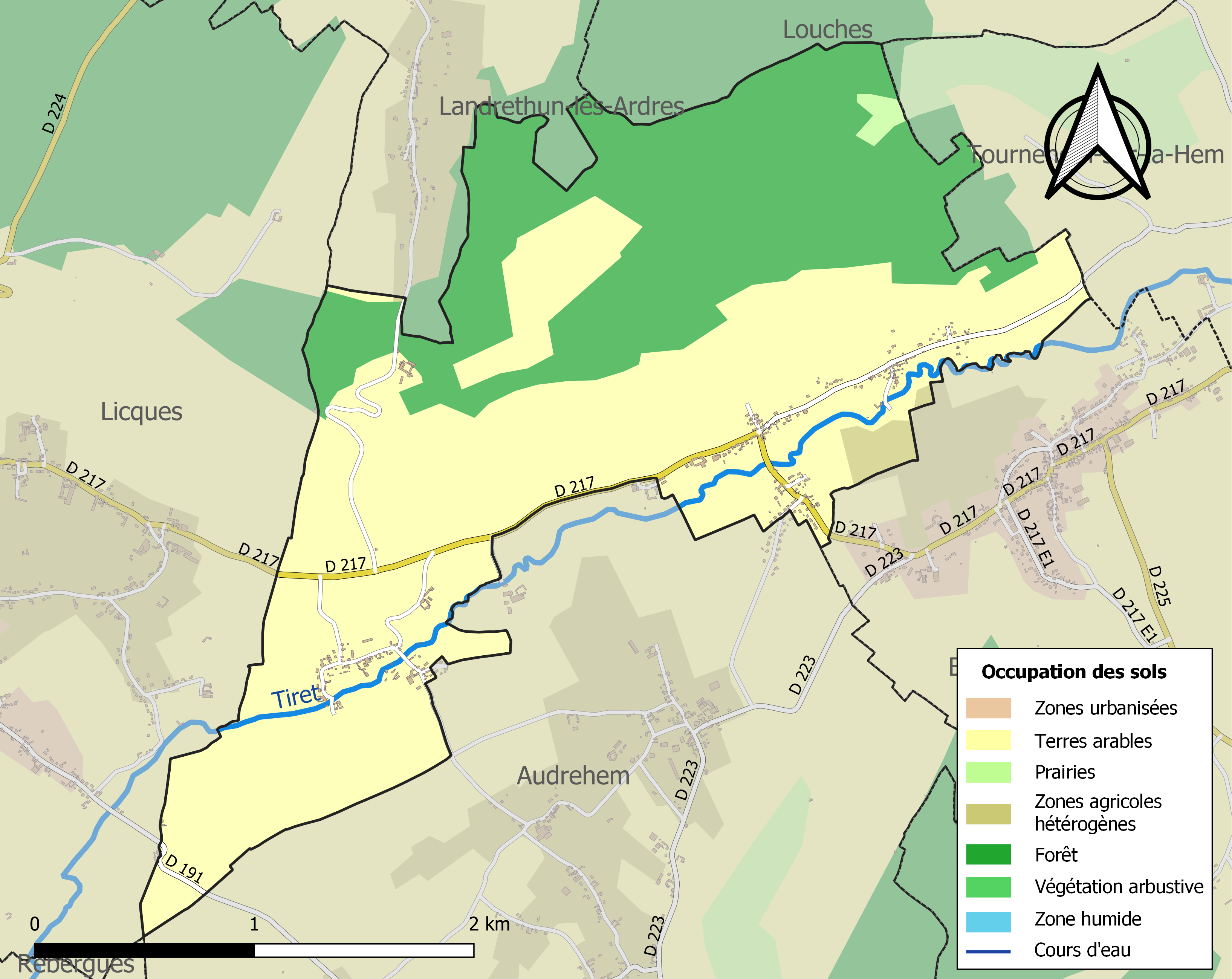
Carte des infrastructures et de l'occupation des sols de la commune en 2018 (CLC).

### Lieux-dits, hameaux et écarts
Au bourg s'ajoutent deux hameaux, Audenfort à l'ouest et le Hamel à l'est.

### Voies de communication et transports

#### Voies de communication
La commune est desservie par la route départementale D 217 et se trouve à 14 km de la sortie no 2 de l'autoroute A26, appelée l'autoroute des Anglais, reliant Calais à Troyes.

#### Transport ferroviaire
La commune se trouve à 14 km, au sud-est, de la gare d'Audruicq, située sur la Ligne de Lille aux Fontinettes, desservie par des trains TER Hauts-de-France.
La commune était située sur la ligne de chemin de fer Boulogne - Bonningues, une ancienne ligne de chemin de fer qui reliait, dans le département du Pas de Calais, de 1909 et 1935, Boulogne-sur-Mer à Bonningues-lès-Ardres.

### Risques naturels et technologiques

#### Risque inondation
À la suite du passage des tempêtes Ciarán, Domingos et Elisa et des inondations et coulées de boue qui se sont produites, la commune est reconnue, par arrêté du 14 novembre 2023, en état de catastrophe naturelle pour inondations et coulées de boue sur la période du 2 au 12 novembre 2023, comme 179 autres communes du département.

## Toponymie

### Clerques
le nom de la localité est attesté sous les formes Clarkes (1127), Clarchae (1164), Clarkae (XIIIe siècle), Clerques (1543), Clercq-lez-Tournehem (1789), Clerque (1793).
Viendrait de l'anthroponyme gallo-romain Clarius suivi du suffixe -acum « domaine (de) » donnant le « domaine de Clarius ».
Klarke en flamand.

### Audenfort
Indépendant jusque 1790, avant de devenir un hameau, le nom de la localité est attesté sous les formes Aldenfort (1105), Aldenvorh (1107), Audenfort (1137), Aldefort (1139), Oudenfort (1227), Oudenvort (1288), Audenfordium (XIIIe siècle), Audefort (1297), Audenford (1327), Audenffort (1578).
Tiendrait son nom de l'anthroponyme germanique Aldinus suivi du germanique furt « gué » donnant le « gué d'Aldinus ».

## Histoire
Clerques était située sur la voie romaine reliant Boulogne-sur-Mer à Cassel, via Le Wast, Alembon, Licques, Clerques, Tournehem-sur-la Hem, Watten, Wulverdinghe, Lederzelle, Wemaers-Cappel.
Au Xe ou XIe siècle, le village de Clerques appartient à Adèle de Selvesse, fondatrice de la lignée des seigneurs d'Ardres. Il lui a été donné par son oncle Framericus, évêque de Thérouanne.
En 1218, Jordan d'Aldenfort vend des biens à l'abbaye Saint-Bertin de Saint-Omer. La vente est confirmée par Arnould II comte de Guînes.
L'histoire récente du village a été marquée par la crue de la Hem qui, le 13 août 2006, a emporté le pont de pierre au centre du village, donc la construction remontait à 1862. Après des précipitations d'une intensité exceptionnelle sur Licques, la rivière, d'ordinaire paisible, avait alors accumulé un tel débit qu'elle s'est transformée en un torrent incontrôlable.

## Politique et administration

### Découpage territorial
La commune se trouve dans l'arrondissement de Saint-Omer du département du Pas-de-Calais.

#### Commune et intercommunalités
La commune est membre de la communauté de communes du Pays de Lumbres.

#### Circonscriptions administratives
La commune est rattachée au canton de Lumbres.

#### Circonscriptions électorales
Pour l'élection des députés, la commune fait partie de la sixième circonscription du Pas-de-Calais.

### Élections municipales et communautaires

#### Liste des maires
| Période                                  | Période                      | Identité           | Étiquette | Qualité                                              |
| ---------------------------------------- | ---------------------------- | ------------------ | --------- | ---------------------------------------------------- |
| Les données manquantes sont à compléter. |                              |                    |           |                                                      |
|                                          | 2001                         | Albert Petitpont   |           |                                                      |
| 2001                                     | 2020                         | Marc Garénaux      |           | Agriculteur retraité Réélu pour le mandat 2014-2020, |
| 23 mai 2020                              | En cours (au 5 février 2022) | Aurélien Dommanget | LFI       | Professeur,                                          |

### Jumelage
La commune est jumelée avec :
| Ville | Ville   | Pays | Pays     | Période     |
| ----- | ------- | ---- | -------- | ----------- |
|       | Klerken |      | Belgique | depuis 1964 |

## Équipements et services publics

### Justice, sécurité, secours et défense
La commune dépend du tribunal judiciaire de Saint-Omer, du conseil de prud'hommes de Saint-Omer, de la cour d'appel de Douai, du tribunal de commerce de Boulogne-sur-Mer, du tribunal administratif de Lille, de la cour administrative d'appel de Douai, du tribunal judiciaire de Boulogne-sur-Mer et du tribunal pour enfants de Saint-Omer.

## Population et société

### Démographie
Les habitants sont appelés les Clerquois.

#### Évolution démographique
L'évolution du nombre d'habitants est connue à travers les recensements de la population effectués dans la commune depuis 1793. Pour les communes de moins de 10 000 habitants, une enquête de recensement portant sur toute la population est réalisée tous les cinq ans, les populations de référence des années intermédiaires étant quant à elles estimées par interpolation ou extrapolation. Pour la commune, le premier recensement exhaustif entrant dans le cadre du nouveau dispositif a été réalisé en 2006.

En 2022, la commune comptait 314 habitants, en évolution de −1,87 % par rapport à 2016 (Pas-de-Calais : −0,72 %, France hors Mayotte : +2,11 %).
| 1793 | 1800 | 1806 | 1821 | 1831 | 1836 | 1841 | 1846 | 1851 |
| ---- | ---- | ---- | ---- | ---- | ---- | ---- | ---- | ---- |
| 230  | 213  | 433  | 327  | 328  | 328  | 330  | 307  | 303  |

| 1856 | 1861 | 1866 | 1872 | 1876 | 1881 | 1886 | 1891 | 1896 |
| ---- | ---- | ---- | ---- | ---- | ---- | ---- | ---- | ---- |
| 279  | 290  | 273  | 283  | 281  | 312  | 296  | 319  | 282  |

| 1901 | 1906 | 1911 | 1921 | 1926 | 1931 | 1936 | 1946 | 1954 |
| ---- | ---- | ---- | ---- | ---- | ---- | ---- | ---- | ---- |
| 249  | 242  | 239  | 193  | 194  | 217  | 220  | 225  | 232  |

| 1962 | 1968 | 1975 | 1982 | 1990 | 1999 | 2006 | 2011 | 2016 |
| ---- | ---- | ---- | ---- | ---- | ---- | ---- | ---- | ---- |
| 188  | 186  | 180  | 209  | 215  | 213  | 254  | 278  | 320  |

| 2021 | 2022 | - | - | - | - | - | - | - |
| ---- | ---- | - | - | - | - | - | - | - |
| 317  | 314  | - | - | - | - | - | - | - |

#### Pyramide des âges
La population de la commune est relativement jeune.
En 2018, le taux de personnes d'un âge inférieur à 30 ans s'élève à 38,4 %, soit au-dessus de la moyenne départementale (36,7 %). À l'inverse, le taux de personnes d'âge supérieur à 60 ans est de 23,5 % la même année, alors qu'il est de 24,9 % au niveau départemental.
En 2018, la commune comptait 170 hommes pour 157 femmes, soit un taux de 51,99 % d'hommes, largement supérieur au taux départemental (48,5 %).
Les pyramides des âges de la commune et du département s'établissent comme suit.
| Hommes | Classe d’âge | Femmes |
| ------ | ------------ | ------ |
| 0,6    | 90 ou +      | 0,6    |
| 5,4    | 75-89 ans    | 7,1    |
| 16,9   | 60-74 ans    | 16,2   |
| 12,7   | 45-59 ans    | 12,3   |
| 25,9   | 30-44 ans    | 25,3   |
| 14,5   | 15-29 ans    | 15,6   |
| 24,1   | 0-14 ans     | 22,7   |

| Hommes | Classe d’âge | Femmes |
| ------ | ------------ | ------ |
| 0,5    | 90 ou +      | 1,6    |
| 5,6    | 75-89 ans    | 8,9    |
| 16,7   | 60-74 ans    | 18,1   |
| 20,2   | 45-59 ans    | 19,2   |
| 18,9   | 30-44 ans    | 18,1   |
| 18,2   | 15-29 ans    | 16,2   |
| 19,9   | 0-14 ans     | 17,9   |

## Économie
Le village a une tradition agricole (élevage de bovins, cultures en champ ouvert).
Le Hamel a abrité dans les années 1930 et 1940 une petite centrale hydroélectrique, puis à partir des années 1960 une pisciculture, démantelée dans les années 2010-2020.

## Culture locale et patrimoine

### Lieux et monuments

#### Site classé
Un site classé ou inscrit est un espace (naturel, artistique, historique…) profitant d'une conservation en l'état (entretien, restauration, mise en valeur...) ainsi que d'une préservation de toutes atteintes graves (destruction, altération, banalisation...) en raison de son caractère remarquable au plan paysager. Un tel site justifie un suivi qualitatif, notamment effectué via une autorisation préalable pour tous travaux susceptibles de modifier l'état ou l'apparence du territoire protégé.
Dans ce cadre, la commune présente un site classé par arrêté du 27 décembre 1933 : l'ensemble formé par le gué d'Audenfort, la chute d'eau et la roue à aubes du moulin, dans la commune de Clerques.

#### Monuments historiques
La commune de Clerques possède, dans l'église Saint-Barthélémy, plusieurs éléments de patrimoine classés et inscrits au titre d'objet à l'inventaire des monuments historiques.
- Groupe sculpté : sainte Anne la Vierge et l'Enfant, classé le 1er février 1911[56]
- Deux statues : saint Adrien, saint Wulmer, classées le 1er février 1911[57]
- Statue de la Vierge de l'Annonciation, classée le 24 novembre 1938[58]
- Le bénitier, inscrit le 15 octobre 1984[59]
- Statue de Saint Barthélémy, inscrite le 15 octobre 1984[60]
- Statue de Saint Sylvestre, inscrite le 15 octobre 1984[61]
- Statue de la Vierge à l'Enfant, inscrite le 15 octobre 1984[62]
- La cloche de bronze de 1713, classée le 20 septembre 1943[63]
- Croix funéraire de Charles Mache de 1699, inscrite le 15 octobre 1984[64]
- Statue du Christ en croix du XVIIe siècle, inscrite le 15 octobre 1984[65]

#### Autres lieux et monuments
- le moulin d'Audenfort, qui a cessé de fonctionner dans les années 1970, avant d'être reconverti en hôtel-restaurant.
- l'ancien moulin à farine du Hamel, devenu centrale hydroélectrique, puis pisciculture.
- Le monument aux morts[66].
- Le principal symbole de Clerques est la statue du Semeur, qui symbolise l'amitié avec le village belge de Klerken, situé à environ 70 km de là, ainsi que sa vocation agricole. Haute de 3,60 m et moulée sur une armature de cuivre, elle est l'œuvre de Harry Covemaecker. Sur le socle on peut lire ces mots extraits des paroles du Credo du paysan, signées Stéphane et Francisque Borel : « Je crois en toi, maître de la nature, semant partout la vie et la fécondité »[67].

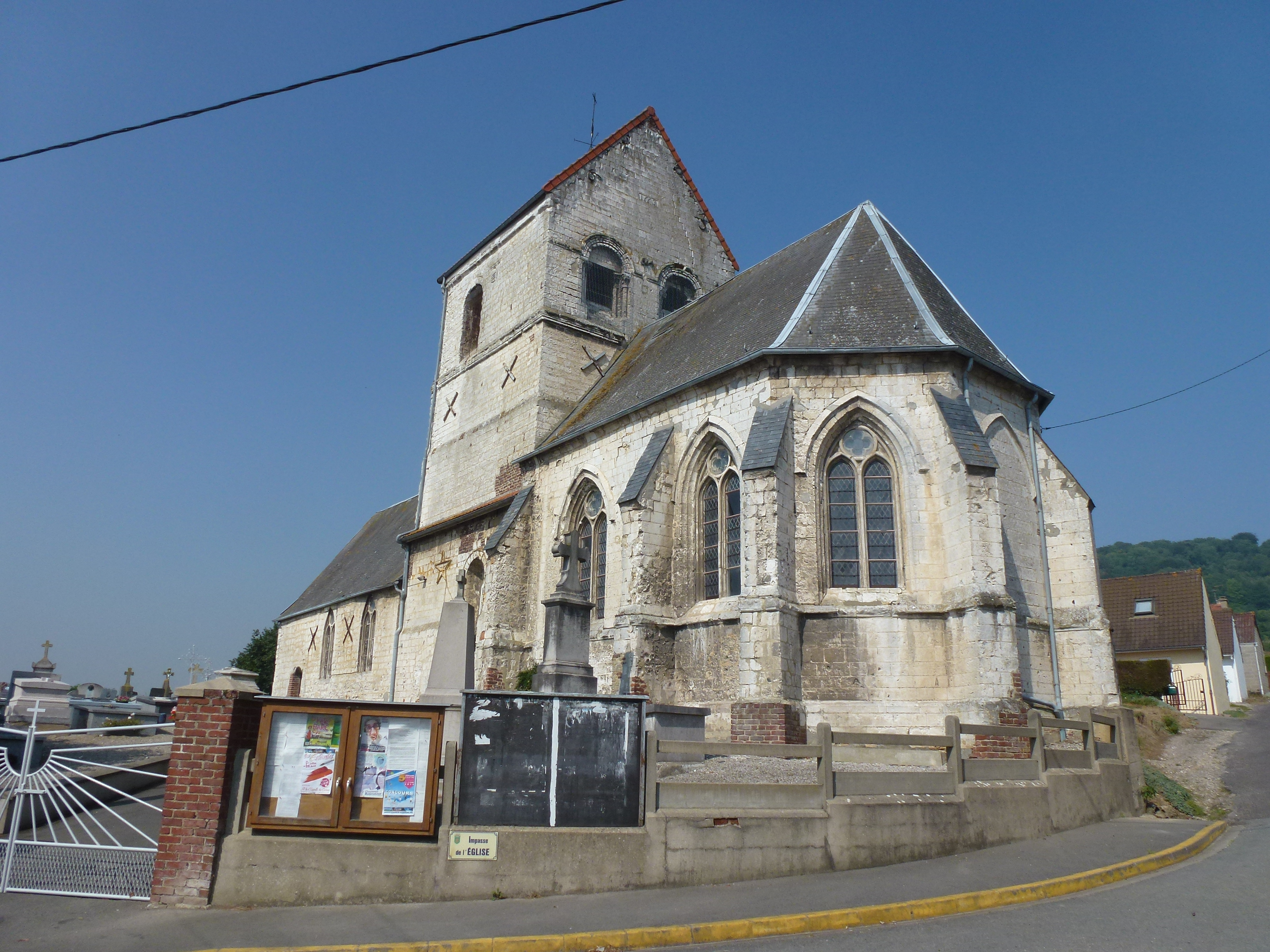
L'église Saint-Barthélémy.
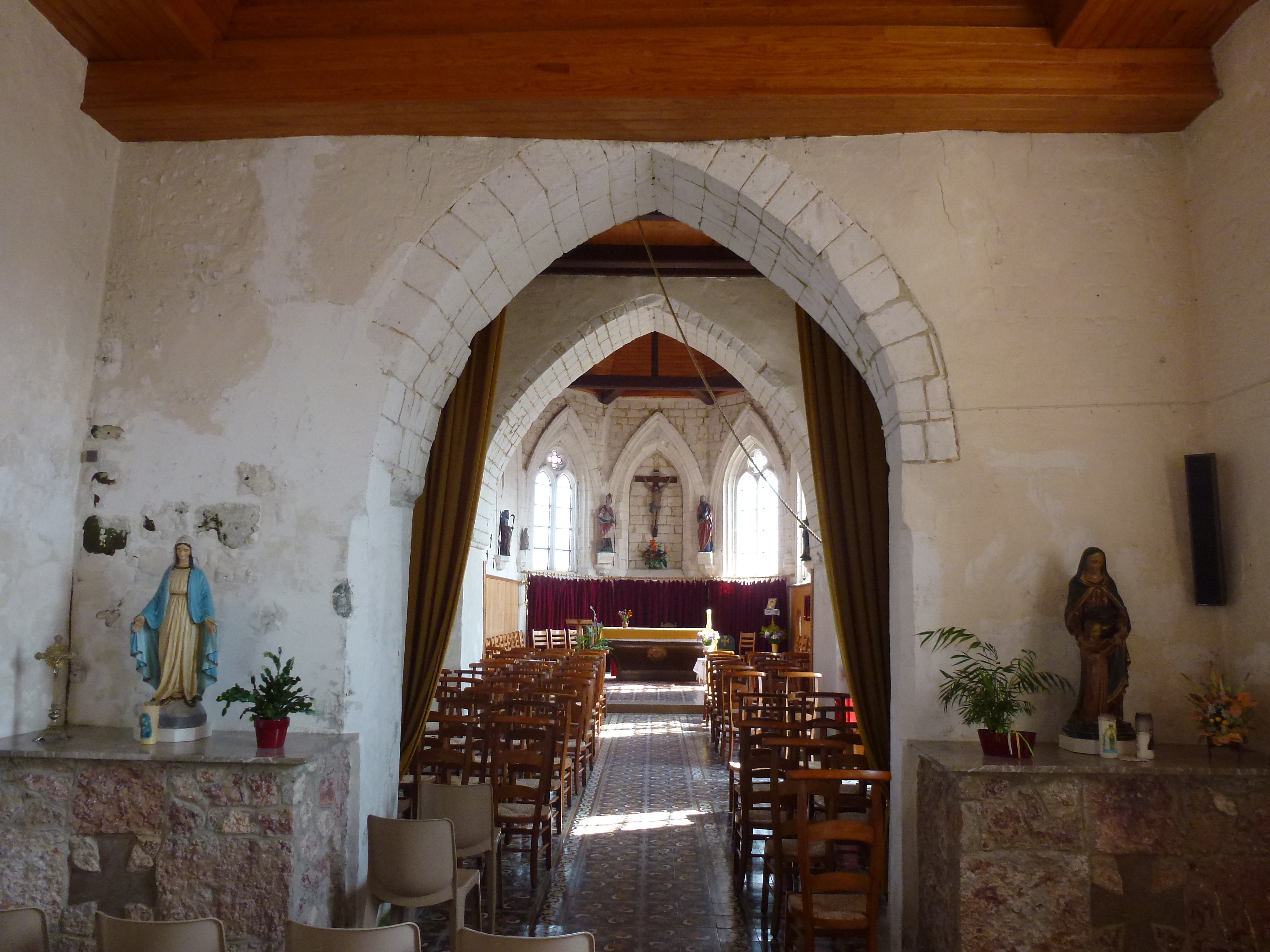
L'interieur de l'église.
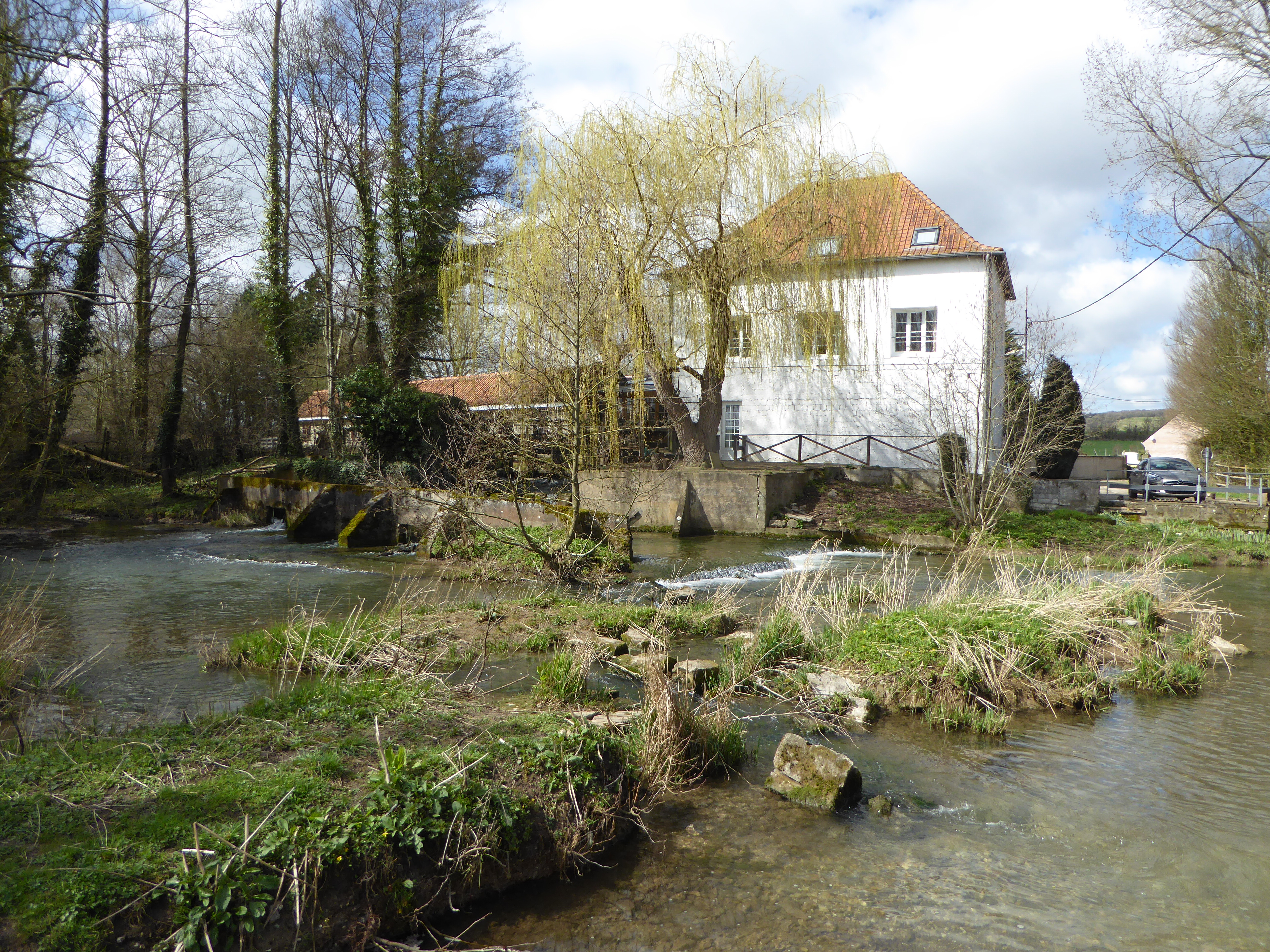
Le moulin d'Audenfort.
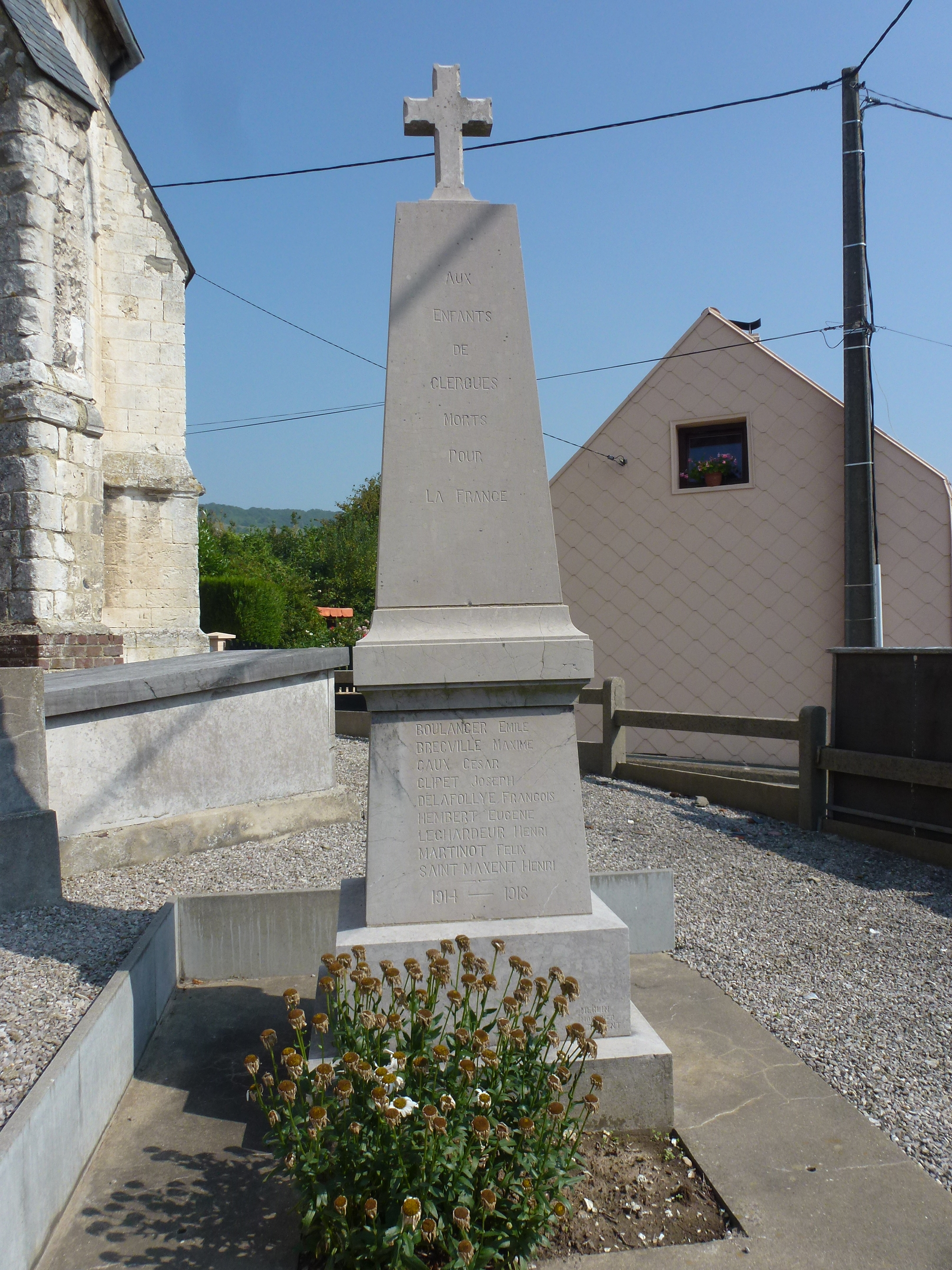
Le monument aux morts, la stèle.
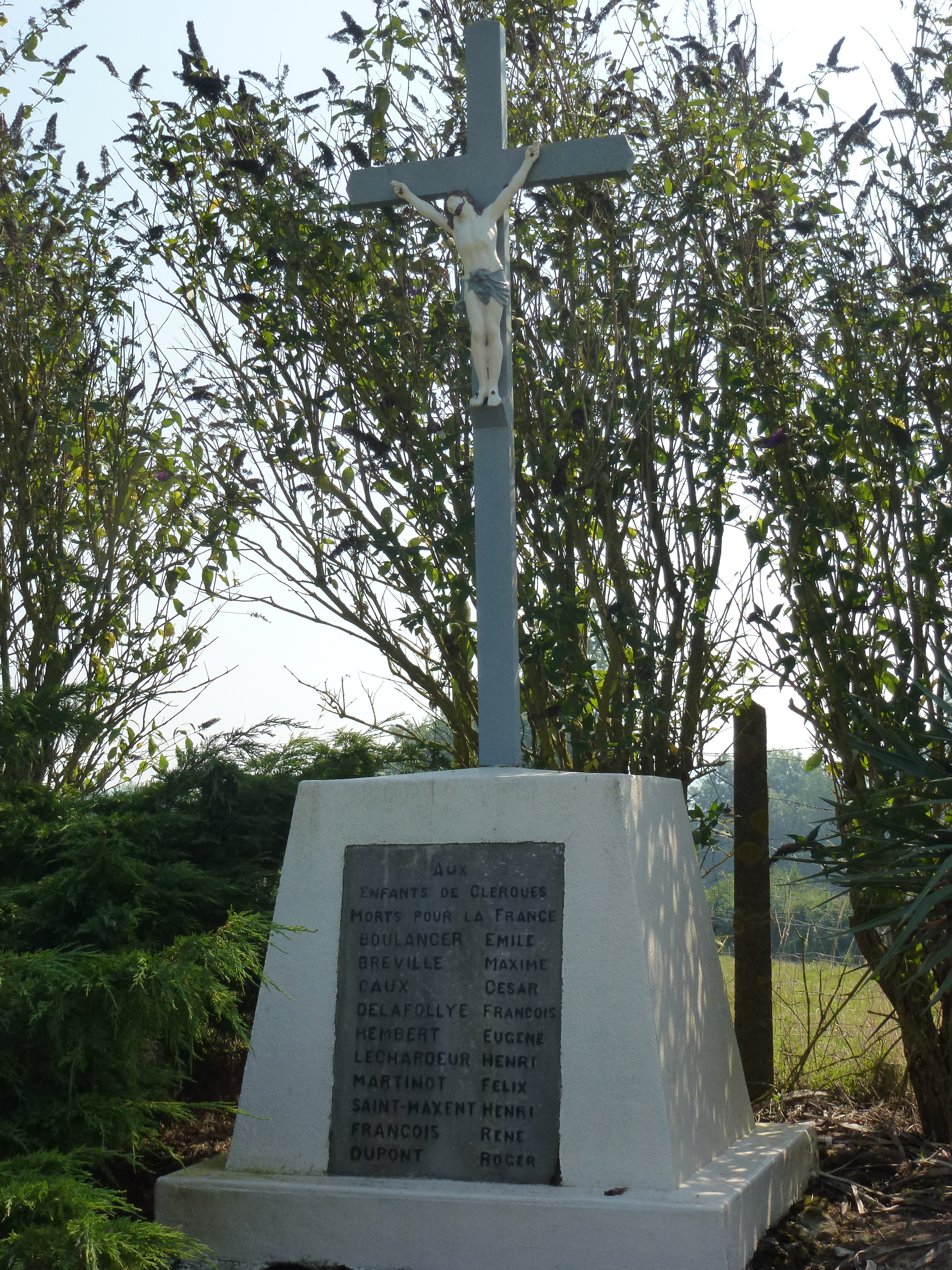
Le monument aux morts, la croix.
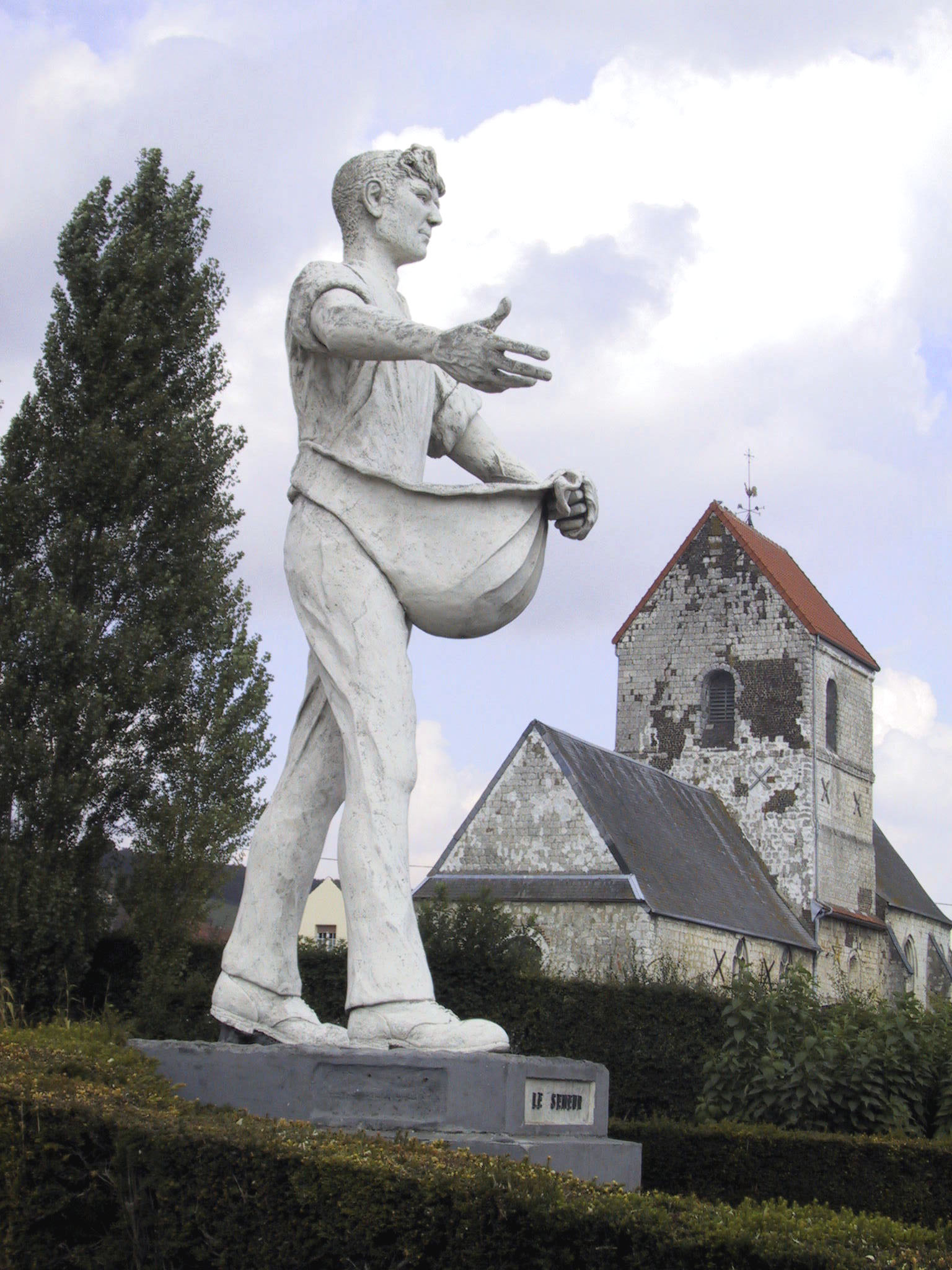
Le semeur de Clerques.

### Personnalités liées à la commune
- famille de Clerque Wissocq de Sousberghe

### Héraldique
| Blason de Clerques | Blason  | D'argent à quatre barres de gueules, à la bordure de sinople. |
| Blason de Clerques | Détails | Inspiré des armes de la famille d'Audrehem, dont Clerques était autrefois un hameau. Cette famille portait : « bandé d'azur et d'argent, à la bordure de gueules ». Le statut officiel du blason reste à déterminer. |

## Pour approfondir